# Kalinówek (Braniewo)
Pour les articles homonymes, voir Kalinówek.

Kalinówek est un village polonais de la voïvodie de Varmie-Mazurie, dans le powiat de Braniewo.